# Chevalement de la fosse no 13 bis des mines de Lens
Le chevalement de la fosse no 13 bis des mines de Lens est construit en béton armé en 1920 sur un charbonnage du bassin minier du Nord-Pas-de-Calais. Il se distingue des autres chevalements de la compagnie par un style unique et des dimensions très modestes. La fosse n'a jamais servi pour l'extraction, juste pour l'aérage.
Il est inscrit aux monuments historiques le 23 octobre 2009 et au patrimoine mondial de l'Unesco le 30 juin 2012.

## Histoire
Le puits no 13 bis, dit Saint-Félix ou Félix Bollaert, est creusé en 1909 jusqu’à la profondeur de 329 mètres, il sert de puits d'aérage à la fosse no 13, dite Saint-Élie. Après la Première Guerre mondiale, l'exploitation minière est arrêté à cause de l'entrée des allemands à Lens le 4 octobre 1914. Au moment où la fosse no 15 - 15 bis est libérée par les Anglais, les troupes allemandes décident de détruire systématiquement toutes les installations minières. La Compagnie des mines de Lens doit alors entreprendre de lourds travaux pour remettre les installations en état. La fosse no 13 bis est entièrement construite avec un nouveau chevalement en 1920.

## Conservation
Le chevalement et les bâtiments annexes échappent à la démolition et il est inscrit aux monuments historiques le 23 octobre 2009. Il fait partie des 353 éléments répartis sur 109 sites qui ont été inscrits le 30 juin 2012 sur la liste patrimoine mondial de l'Unesco. Il constitue le site no 62.

## Architecture
Le chevalement est un petit clocheton supportant une seule molette, il est construit en béton armé.